# Meriones
|  | Per a altres significats, vegeu «Meríones». |

Meriones és un gènere de rosegadors de la família dels múrids. Conté una quinzena llarga d'espècies oriündes del nord i est d'Àfrica i d'Àsia. Les espècies d'aquest grup tenen una llargada de cap a gropa de 90–200 mm, la cua de 85–190 mm i un pes de fins a 250 g. El seu hàbitat natural són els deserts i semideserts. El jerbu petit de Mongòlia (M. unguiculatus) és un animal de companyia.

## Taxonomia
Gènere Meriones
- Subgènere Meriones
  - M. tamariscinus
- Subgènere Parameriones
  - M. obeidiensis †
  - M. persicus
  - M. rex
- Subgènere Pallasiomys
  - M. arimalius
  - M. chengi
  - M. crassus
  - M. dahli
  - M. grandis
  - M. libycus
  - M. meridianus
  - M. sacramenti
  - M. shawi
  - M. tristrami
  - M. unguiculatus
  - M. vinogradovi
  - M. zarudnyi
- Subgènere Cheliones
  - M. hurrianae